# 剥茧
《剝繭》是中國大陸懸疑刑偵網路劇，由陳冠仲、李晉瑞執導，莊絢維總執導，羅雲熙、劉雅瑟、江奇霖領銜主演。于2024年9月28日在雲南正式開機，2024年12月15日正式殺青。

## 演員列表

### 主要演員
| 演員   | 角色   | 介紹                                                     |
| 羅雲熙 | 齊思哲 | 原驪城公安局法醫，後入職成為河城市公安局刑偵大隊的法醫。 |

### 其他演員
| 演員   | 角色   | 介紹                           |
| 劉雅瑟 | 祝青越 | 河城市公安局刑偵大隊副隊長。   |
| 江奇霖 | 韓烽   | 河城市公安局刑偵大隊隊長。     |
| 費啟鳴 | 高元   |                                |
| 劉歡   | 陳楚川 |                                |
| 劉天佐 | 萬國新 |                                |
| 王千果 | 李筱希 | 河城市公安局刑偵大隊新人隊員。 |
| 王志飛 | 吳永昌 |                                |
| 趙子琪 | 趙醫生 |                                |

## 制作
- 2024年9月28日，該劇於雲南開機。官方公佈主演，並發佈概念海報、主創人員及播出平台。[1][2]
- 2024年12月15日，該劇於雲南殺青。官方發佈殺青特輯。[3][4]